# مارك روبنز
مارك روبنز (بالإنجليزية: Marc Robbins)‏ هو ممثل أمريكي، ولد في 3 يناير 1868، وتوفي في 5 أبريل 1931 بلوس أنجلوس في الولايات المتحدة.

## وصلات خارجية
- مارك روبنز على موقع IMDb (الإنجليزية)
- مارك روبنز على موقع قاعدة بيانات الفيلم (الإنجليزية)